# Rafael Landívar
Rafael Landívar y Caballero (n. 27 octombrie 1731 - d. 27 septembrie 1793) a fost un poet guatemalez iezuit, considerat poetul național al acestei țări.
Cea mai importantă creație a sa, poemul Rusticatio mexicana (1781 - 1782), scris sub influența Georgicelor lui Virgiliu, este o descriere a naturii tropicale, a muncilor agricole și a obiceiurilor locale.